# Cielenie się lodowca

Cielenie się lodowca

Cielenie się lodowca, cielenie lodowca, cielenie – proces odłamywania się fragmentów lodowca, w wyniku którego powstają góry lodowe.
Przebieg cielenia uzależniony jest od wielu czynników, m.in. typu lodowca, jego miąższości, prędkości zsuwania się; cech fizycznych lodu – stopnia spękania, wytrzymałości; warunków hydrometeorologicznych, stopnia zrównoważenia hydrostatecznego brzegu lodowego – tj. czy jest on oparty o dno czy pływający; głębokością akwenu, do którego spływa lodowiec; falowaniem. Czynniki te mają bezpośredni wpływ na początkową wielkość góry lodowej.
Cielenie się lodowca jest procesem wykazującym zmienność sezonową, osiągającym swoje maksimum pod koniec lata. Czynnikiem przyspieszającym jest intensywna ablacja deszczowa, zwłaszcza w strefie brzegowej lodowca pociętej licznymi szczelinami.